# Pardosa hortensis
Pardosa hortensis es una especie de araña araneomorfa del género Pardosa, familia Lycosidae. Fue descrita científicamente por Thorell en 1872.
Habita en Europa, Turquía, Cáucaso, Rusia (Europa hasta el sur de Siberia), Irán y Japón.